# Hypericum legrandii
Hypericum legrandii är en johannesörtsväxtart som beskrevs av L. B.Smith. Hypericum legrandii ingår i släktet johannesörter, och familjen johannesörtsväxter. Inga underarter finns listade i Catalogue of Life.